# Юнацька збірна Алжиру з футболу (U-17)
Юнацька збі́рна Алжи́ру з футбо́лу (араб. منتخب الجزائر تحت 17 سنة لكرة القدم) — футбольна команда, складена з гравців віком до 17 років, що представляє Алжир на міжнародних змаганнях. Керівна організація — Алжирська федерація футболу.

## Досянення
- Юнацький (U-17) чемпіонат Африки: 1
  - Фіналіст: 2009
- Юнацький чемпіонат світу
  - Груповий етап: 2009

## Результати
| Юнацький чемпіонат світу | Юнацький чемпіонат світу | Юнацький чемпіонат світу | Юнацький чемпіонат світу | Юнацький чемпіонат світу | Юнацький чемпіонат світу | Юнацький чемпіонат світу | Юнацький чемпіонат світу | Юнацький чемпіонат світу |
| Учасntq: 1               | Учасntq: 1               | Учасntq: 1               | Учасntq: 1               | Учасntq: 1               | Учасntq: 1               | Учасntq: 1               | Учасntq: 1               | Учасntq: 1               |
| Рік                      | Раунд                    | Місце                    | І                        | В                        | Н                        | П                        | ГЗ                       | ГП                       |
| ------------------------ | ------------------------ | ------------------------ | ------------------------ | ------------------------ | ------------------------ | ------------------------ | ------------------------ | ------------------------ |
| 1985                     | Не кваліфікувалась       | Не кваліфікувалась       | Не кваліфікувалась       | Не кваліфікувалась       | Не кваліфікувалась       | Не кваліфікувалась       | Не кваліфікувалась       | Не кваліфікувалась       |
| 1987                     | Не кваліфікувалась       | Не кваліфікувалась       | Не кваліфікувалась       | Не кваліфікувалась       | Не кваліфікувалась       | Не кваліфікувалась       | Не кваліфікувалась       | Не кваліфікувалась       |
| 1989                     | Не кваліфікувалась       | Не кваліфікувалась       | Не кваліфікувалась       | Не кваліфікувалась       | Не кваліфікувалась       | Не кваліфікувалась       | Не кваліфікувалась       | Не кваліфікувалась       |
| 1991                     | Не кваліфікувалась       | Не кваліфікувалась       | Не кваліфікувалась       | Не кваліфікувалась       | Не кваліфікувалась       | Не кваліфікувалась       | Не кваліфікувалась       | Не кваліфікувалась       |
| 1993                     | Не кваліфікувалась       | Не кваліфікувалась       | Не кваліфікувалась       | Не кваліфікувалась       | Не кваліфікувалась       | Не кваліфікувалась       | Не кваліфікувалась       | Не кваліфікувалась       |
| 1995                     | Не кваліфікувалась       | Не кваліфікувалась       | Не кваліфікувалась       | Не кваліфікувалась       | Не кваліфікувалась       | Не кваліфікувалась       | Не кваліфікувалась       | Не кваліфікувалась       |
| 1997                     | Не кваліфікувалась       | Не кваліфікувалась       | Не кваліфікувалась       | Не кваліфікувалась       | Не кваліфікувалась       | Не кваліфікувалась       | Не кваліфікувалась       | Не кваліфікувалась       |
| 1999                     | Не кваліфікувалась       | Не кваліфікувалась       | Не кваліфікувалась       | Не кваліфікувалась       | Не кваліфікувалась       | Не кваліфікувалась       | Не кваліфікувалась       | Не кваліфікувалась       |
| 2001                     | Не кваліфікувалась       | Не кваліфікувалась       | Не кваліфікувалась       | Не кваліфікувалась       | Не кваліфікувалась       | Не кваліфікувалась       | Не кваліфікувалась       | Не кваліфікувалась       |
| 2003                     | Не кваліфікувалась       | Не кваліфікувалась       | Не кваліфікувалась       | Не кваліфікувалась       | Не кваліфікувалась       | Не кваліфікувалась       | Не кваліфікувалась       | Не кваліфікувалась       |
| 2005                     | Не кваліфікувалась       | Не кваліфікувалась       | Не кваліфікувалась       | Не кваліфікувалась       | Не кваліфікувалась       | Не кваліфікувалась       | Не кваліфікувалась       | Не кваліфікувалась       |
| 2007                     | Не кваліфікувалась       | Не кваліфікувалась       | Не кваліфікувалась       | Не кваліфікувалась       | Не кваліфікувалась       | Не кваліфікувалась       | Не кваліфікувалась       | Не кваліфікувалась       |
| 2009                     | Груповий етап            | 23/24                    | 3                        | 0                        | 0                        | 3                        | 0                        | 5                        |
| 2011                     | Не кваліфікувалась       | Не кваліфікувалась       | Не кваліфікувалась       | Не кваліфікувалась       | Не кваліфікувалась       | Не кваліфікувалась       | Не кваліфікувалась       | Не кваліфікувалась       |
| 2013                     | Не кваліфікувалась       | Не кваліфікувалась       | Не кваліфікувалась       | Не кваліфікувалась       | Не кваліфікувалась       | Не кваліфікувалась       | Не кваліфікувалась       | Не кваліфікувалась       |
| 2015                     | Не кваліфікувалась       | Не кваліфікувалась       | Не кваліфікувалась       | Не кваліфікувалась       | Не кваліфікувалась       | Не кваліфікувалась       | Не кваліфікувалась       | Не кваліфікувалась       |
| 2017                     | В процесі                | В процесі                | В процесі                | В процесі                | В процесі                | В процесі                | В процесі                | В процесі                |
| Всього                   | Груповий етап            | 1/16                     | 3                        | 0                        | 0                        | 3                        | 0                        | 5                        |

| Юнацький (U-17) чемпіонат Африки | Юнацький (U-17) чемпіонат Африки | Юнацький (U-17) чемпіонат Африки | Юнацький (U-17) чемпіонат Африки | Юнацький (U-17) чемпіонат Африки | Юнацький (U-17) чемпіонат Африки | Юнацький (U-17) чемпіонат Африки | Юнацький (U-17) чемпіонат Африки | Юнацький (U-17) чемпіонат Африки |
| Участей: 1                       | Участей: 1                       | Участей: 1                       | Участей: 1                       | Участей: 1                       | Участей: 1                       | Участей: 1                       | Участей: 1                       | Участей: 1                       |
| Рік                              | Раунд                            | Місце                            | І                                | В                                | Н                                | П                                | ГЗ                               | ГП                               |
| -------------------------------- | -------------------------------- | -------------------------------- | -------------------------------- | -------------------------------- | -------------------------------- | -------------------------------- | -------------------------------- | -------------------------------- |
| 1995                             | Не кваліфікувалась               | Не кваліфікувалась               | Не кваліфікувалась               | Не кваліфікувалась               | Не кваліфікувалась               | Не кваліфікувалась               | Не кваліфікувалась               | Не кваліфікувалась               |
| 1997                             | Не кваліфікувалась               | Не кваліфікувалась               | Не кваліфікувалась               | Не кваліфікувалась               | Не кваліфікувалась               | Не кваліфікувалась               | Не кваліфікувалась               | Не кваліфікувалась               |
| 1999                             | Не кваліфікувалась               | Не кваліфікувалась               | Не кваліфікувалась               | Не кваліфікувалась               | Не кваліфікувалась               | Не кваліфікувалась               | Не кваліфікувалась               | Не кваліфікувалась               |
| 2001                             | Не кваліфікувалась               | Не кваліфікувалась               | Не кваліфікувалась               | Не кваліфікувалась               | Не кваліфікувалась               | Не кваліфікувалась               | Не кваліфікувалась               | Не кваліфікувалась               |
| 2003                             | Не кваліфікувалась               | Не кваліфікувалась               | Не кваліфікувалась               | Не кваліфікувалась               | Не кваліфікувалась               | Не кваліфікувалась               | Не кваліфікувалась               | Не кваліфікувалась               |
| 2005                             | Не кваліфікувалась               | Не кваліфікувалась               | Не кваліфікувалась               | Не кваліфікувалась               | Не кваліфікувалась               | Не кваліфікувалась               | Не кваліфікувалась               | Не кваліфікувалась               |
| 2007                             | Не кваліфікувалась               | Не кваліфікувалась               | Не кваліфікувалась               | Не кваліфікувалась               | Не кваліфікувалась               | Не кваліфікувалась               | Не кваліфікувалась               | Не кваліфікувалась               |
| 2009                             | Фіналіст                         | 2                                | 5                                | 3                                | 0                                | 2                                | 4                                | 5                                |
| 2011                             | Не кваліфікувалась               | Не кваліфікувалась               | Не кваліфікувалась               | Не кваліфікувалась               | Не кваліфікувалась               | Не кваліфікувалась               | Не кваліфікувалась               | Не кваліфікувалась               |
| 2013                             | Не кваліфікувалась               | Не кваліфікувалась               | Не кваліфікувалась               | Не кваліфікувалась               | Не кваліфікувалась               | Не кваліфікувалась               | Не кваліфікувалась               | Не кваліфікувалась               |
| 2015                             | Не кваліфікувалась               | Не кваліфікувалась               | Не кваліфікувалась               | Не кваліфікувалась               | Не кваліфікувалась               | Не кваліфікувалась               | Не кваліфікувалась               | Не кваліфікувалась               |
| 2017                             | В процесі                        | В процесі                        | В процесі                        | В процесі                        | В процесі                        | В процесі                        | В процесі                        | В процесі                        |
| Всього                           | Фіналіст                         | 1/11                             | 5                                | 3                                | 0                                | 2                                | 4                                | 5                                |